# پادشاه ته ویهه
ده وی هه (درگذشت ۹۰۶) ( دوران حکومت ۸۹۴-۹۰۶) چهاردهمین پادشاه بالهه بود.
اطلاعات کمی در مورد ده وی هه وجود دارد و در برخی از فهرست‌های پادشاهان بالهه نام او دیده نمی‌شود، هر چند نام او در تاریخ چینی تانگ هوی یائو (唐會要) دیده می‌شود. نام دوره ای و نام که بعد از مرگ به او داده شده‌است نامشخص است.
تا سال ۱۹۴۰ موجودیت دائه ویهائه تأیید نشده بود تا اینکه برای اولین بار جین یوفو و دیگر مورخان چینی موجودیت او را تأیید کردند.
هر چند اطلاعات کمی دربارهٔ دوران حکومت او وجود دارد اما به نظر می‌رسد او با فرستادن نمایندگانی در سال‌های ۸۹۴ به ژاپن و ۹۰۵ به تانگ توانسته است در روابط دیپلماتیک به پیشرفت‌هایی دست یابد.